# 罗菲亚克
罗菲亚克（法語：Roffiac，法語發音：[ʁɔfjak]）是法国康塔尔省的一个市镇，位于该省东部，属于圣弗卢尔区。

## 地理
罗菲亚克（45°3'9"N, 3°2'17"E）面积21.26 平方千米，位于法国奥弗涅-罗讷-阿尔卑斯大区康塔爾省，该省份为法国中南部省份，位于法國中央高原中心，北起科雷兹省、上盧瓦爾省和多姆山省，西接洛特省和科雷兹省，南至阿韦龙省和洛特省，东临上盧瓦爾省和洛泽尔省。
与罗菲亚克接壤的市镇（或旧市镇、城区）包括：昂德拉、科尔蒂讷、圣弗卢尔、塔纳韦勒、于塞勒、瓦吕埃若勒、维勒迪约。

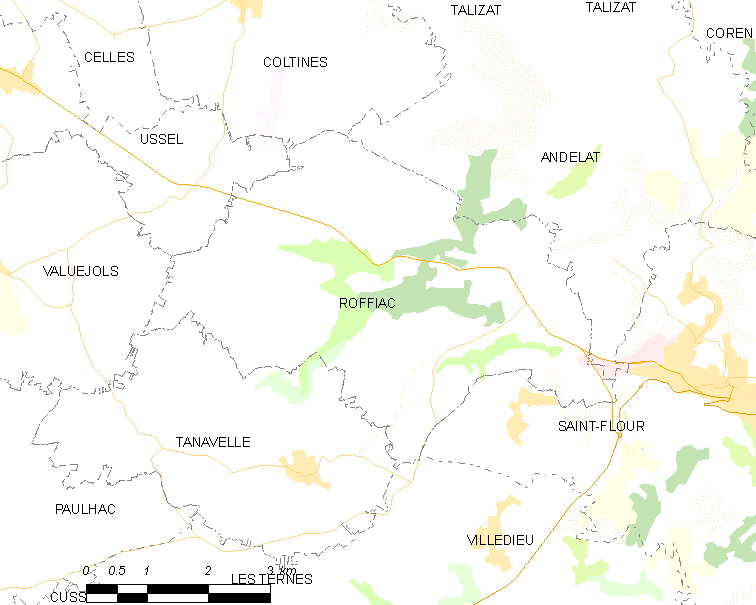
罗菲亚克的OSM定位图

罗菲亚克的时区为UTC+01:00、UTC+02:00（夏令时）。

## 行政
罗菲亚克的邮政编码为15100，INSEE市镇编码为15164。

## 政治
罗菲亚克所属的省级选区为圣弗卢尔第一县。

## 人口

1962-2008年间罗菲亚克人口变化图示

罗菲亚克于2022年1月1日时的人口数量为562人。